# 직소 (마블 코믹스)
본명 빌리 루소(Billy Russo), 일명 직소(영어: Jigsaw)는 마블 코믹스의 슈퍼빌런 캐릭터로, 퍼니셔의 숙적이다. 퍼즐처럼 이어붙인 흉터가 얼굴을 뒤덮고 있다. 1976년 11월 《어메이징 스파이더맨》 162호에 처음 등장했고, 렌 윈과 로스 앤드루가 공동 창작하였다.

## 담당 배우

### TV 드라마
- 퍼니셔(2017) - 벤 반스

### 영화
- 퍼니셔 2(2008) - 도미닉 웨스트(빌리 루소티)

## 담당 성우

### 비디오 게임
- 퍼니셔(2005) - 대릴 쿠릴로